# Sucinocantharis baltica
Sucinocantharis baltica (лат.) — ископаемый вид жуков-мягкотелок рода Sucinocantharis. Обнаружены в янтаре Европы (Россия, Балтийский янтарь, возраст около 35 млн лет). Мелкие жуки, длина тела 8,0 мм (чёрного цвета). Усики 16-члениковые. Вид был впервые описан в 2010 году польскими колеоптерологами А. Кушкой Архивная копия от 1 февраля 2017 на Wayback Machine (Antoni Kuśka, 1940—2010; Department of Biological Sciences, Academy of Physical Education Katowice, Катовице, Польша) и Ивоной Каня (Iwona Kania; University of Rzeszów, Жешув).